# Balogh Jenő (politikus)
Köveskáli Balogh Jenő Ferenc (Devecser, 1864. május 14. – Budapest, 1953. február 15.) magyar jogász, politikus, miniszter.

## Családja és származása
A Zala vármegyei református nemesi származású köveskáli Balogh család sarja. Apja köveskáli Balogh Gábor (1823–1908), ügyvéd, 1848-as honvéd főhadnagy, Győr vármegye törvényhatósági bizottsági tag, anyja nagyúri Szentmihály Etelka (1835–1914). Az anyai nagyszülei nagyúri Szentmihály Ferenc, földbirtokos, és Laky Mária voltak.

## Házassága és leszármazottjai
1897. április 20-án Budapesten, feleségül vette a nemesi származású nyéki Németh Mária Berta (Pozsony, 1864. augusztus 24.–Budapest, 1956. május 3.) kisasszonyt, akinek a szülei nyéki Németh Lajos (1838–1905), a királyi kúria bírája, a Szent István rend lovagja, és olgyai Olgyay Erzsébet (1845–1897) voltak. Az apai nagyszülei nyéki Németh Károly (1811–1898), hites ügyvéd, Pozsony vármegye törvényszéki bírája, Pozsony szabad királyi városának 1858/49-ben és 1860/61-ben polgármestere és Pozsony szabad királyi városának 1865/68-ki koronázási országgyűlésen képviselője, és nemes Pallaghy Eufrozina (1815–1896) voltak.
 Az anyai nagyszülei olgyai Olgyay Miklós (1805–1898), Pozsony vármegye 1832-1849. főszolgabirája, megyei és királyi törvényszéki bíró, és Gudits Mária (1817–1848) voltak. Frigyükből egy fiú- és egy leánygyermek érte el a felnőttkort.

## Élete
A győri akadémián kezdte jogi tanulmányait, majd a berlini és Budapesti Tudományegyetemen folytatta, ahol 1885-ben államtudományi doktori oklevelet szerzett. Pályája kezdetén az Igazságügyi Minisztériumban volt tisztviselő, de időközben bíróként is tevékenykedett. 1888-tól a budapesti tudomány egyetem magántanára lett, ez idő alatt számos büntetőjoggal kapcsolatos könyvet írt.
1910-től vallás- és közoktatásügyi államtitkár volt a második Khuen-Héderváry-kormányban. Ezt a tisztséget a Lukács-kormányban is megtartotta. 1913. január 4-én, Székely Ferenc lemondása után kinevezték igazságügyi miniszternek. Tisztségében megmaradt a második Tisza István-kormányban is egészen annak 1917-es bukásáig, ekkor neki is távoznia kellett. Távozásával a politikai élettől is végleg visszavonult.
1921-ben könyvet írt Tisza István emlékére. 1920 és 1935 között a Magyar Tudományos Akadémia főtitkáraként, majd 1940-1943 között másodelnökeként tevékenykedett. Egyúttal 1921-től haláláig a dunántúli református kerület főgondnoka volt.

## Válogatott művei
- A sértett fél jogköre a büntetőjogban. Bp., 1887.
- A folyamatos és folytatólagos bűncselekmények. Bp., 1885.
- A bűnvádi perrendtartás magyarázata. 1–4. köt. (Tsz.) Bp., 1898–1909. Második kiadás. 1909
- Büntetőtörvényeink módosításához. Bp., 1900.
- Vélemény az uzsora és az ehhez hasonló gazdasági visszaélések tárgyában teendőkről. Bp., 1905.
- A büntető perjog tankönyve. Bp., 1906.
- Nyomor és büntettek. Bp., 1908.
- A fiatalkorúak és a büntetőjog. Bp., 1909.
- Haladás és magyarság. Győr, 1917.
- Tisza István emlékezete. Budapesti Szemle, 521-522. 74-105, 1920.
- Gróf Tisza István emlékezete: emlékbeszéd. Budapest, 1921.
- Az igazi Tisza István. Budapest, 1934.